# Оперативні групи Червоної армії (Друга світова війна)
Оперативні групи Червоної армії часів Другої світової війни — оперативні (армійські) групи та групи військ, тимчасові оперативні та оперативно-стратегічні об'єднання збройних сил Радянського Союзу, що складалися з об'єднань і з'єднань, створюване для виконання окремих оперативних завдань самостійно або у складі одного з радянських (фронтів) для дії на оперативному напрямку або ділянці за часів Другої світової війни. Завдання виконували шляхом проведення фронтових операцій, як правило в першому періоді німецько-радянської війни, у взаємодії з іншими фронтами, оперативними групами, об'єднаннями й з'єднаннями різних видів збройних сил, що брали участь у стратегічній операції, а в деяких випадках і самостійно.

## Армійські групи під часвторгнення до Польщі
| № | Назва                    | Сформована                                      | У складі                        | Час існування                                                   | Бойовий шлях битви, операції, бої | Бойовий шлях битви, операції, бої | Склад                                   | Подальша доля               | Командувачі      |
| № | Назва                    | Сформована                                      | У складі                        | Час існування                                                   | Оборонні                          | Наступальні                       | Склад                                   | Подальша доля               | Командувачі      |
| - | ------------------------ | ----------------------------------------------- | ------------------------------- | --------------------------------------------------------------- | --------------------------------- | --------------------------------- | --------------------------------------- | --------------------------- | ---------------- |
| 1 | Шепетівська АГр          | шляхом перейменування Житомирської АГр          | Український фронт               | 16 — 18 вересня 1939                                            | Не брала участі                   | Польський похід                   | 15-й ск, 8-й ск 5-й УР, 7-й УР, 15-й УР | перетворена на Північну АГр | Совєтніков І. Г. |
| 2 | Волочиська АГр           | шляхом перейменування Вінницької АГр            | Український фронт               | 16 — 24 вересня 1939                                            | Не брала участі                   | Польський похід                   | 17-й ск 2-й кк                          | перетворена на Східну АГр   | Голиков П. І.    |
| 3 | Кам'янець-Подільська АГр | шляхом перейменування Кавалерійської АГр        | Український фронт               | 16 — 20 вересня 1939                                            | Не брала участі                   | Польський похід                   | 13-й ск 25-й тк 4-й кк, 5-й кк          | перетворена на Південну АГр | Тюленєв І. В.    |
| 4 | Одеська АГр              | на базі 6-го ск                                 | Київський ОВО Український фронт | 26 липня 1938 — 12 жовтня 1939                                  | Не брала участі                   | Польський похід                   | 6-й ск                                  | перетворена на 13-ту А      | Парусинов П. О.  |
| 5 | Північна АГр             | шляхом перейменування Шепетівської АГр          | Український фронт               | 18 — 28 вересня 1939                                            | Не брала участі                   | Польський похід                   | 15-й ск, 8-й ск                         | перетворена на 5-ту А       | Совєтніков І. Г. |
| 6 | Південна АГр             | шляхом перейменування Кам'янець-Подільської АГр | Український фронт               | 20 — 24 вересня 1939                                            | Не брала участі                   | Польський похід                   | 13-й ск 25-й тк 4-й кк, 5-й кк          | перетворена на 12-ту А      | Тюленєв І. В.    |
| 7 | Східна АГр               | шляхом перейменування Волочиської АГр           | Український фронт               | 24 — 28 вересня 1939                                            | Не брала участі                   | Польський похід                   | 17-й ск 2-й кк                          | перетворена на 6-ту А       | Голиков П. І.    |
| 8 | Кавалерійська АГр        | шляхом перейменування Кам'янець-Подільської АГр | Український фронт               | 26 липня 1938 — 16 вересня 1939 28 вересня — кінець жовтня 1939 | Не брала участі                   | Польський похід                   | 2-й кк, 4-й кк, 5-й кк                  | розформована                | Тюленєв І. В.    |

## Оперативні (армійські) групи з 1941 до 1945 роки (німецько-радянська війна)
| №  | Назва                                 | Сформована                                                                | У складі                                        | Час існування                      | Бойовий шлях битви, операції, бої                                                | Бойовий шлях битви, операції, бої | Склад                                                                      | Подальша доля                                     | Командувачі                                 |
| №  | Назва                                 | Сформована                                                                | У складі                                        | Час існування                      | Оборонні                                                                         | Наступальні | Склад                                                                      | Подальша доля                                     | Командувачі                                 |
| -- | ------------------------------------- | ------------------------------------------------------------------------- | ----------------------------------------------- | ---------------------------------- | -------------------------------------------------------------------------------- | --- | -------------------------------------------------------------------------- | ------------------------------------------------- | ------------------------------------------- |
| 1  | Новгородська АОГр                     | з військ східного крила Лузької оперативної групи                         | Північно-Західний фронт                         | 31 липня — 6 серпня 1941           | Ленінградська оборонна операція                                                  | Не брала участі | 16-й ск                                                                    | перетворена на 48-му А                            | Акимов С. Д.                                |
| 1  | Новгородська АОГр                     | на базі 28-ї тд                                                           | Північно-Західний фронт 52-га армія 59-та армія | 16 серпня 1941 — 15 травня 1942    | Ленінград → Ленінградська оборонна операція → Тихвінська оборонна операція       | Не брала участі | окремі стрілецькі дивізії                                                  | розформована                                      | Коровніков І. Т.                            |
| 2  | Волховська ОГр                        | з військ Волховського фронту                                              | Ленінградський фронт                            | 23 квітня — 9 червня 1942          | Ленінград                                                                        | Ленінград → Любанська | 2-га УдА, 4-та, 8-ма, 54-та, 52-га, 59-та ЗА, 4-й гв.ск, 6-й гв.ск 13-й кк | перетворена на Волховський фронт                  | Хозін М. С.                                 |
| 3  | Північна ГВ                           | з військ Кавказького фронту                                               | Закавказький фронт                              | 8 серпня 1942 — 24 січня 1943      | Кавказ → «Едельвейс» → Моздок-Малгобецька → Нальчицько-Орджонікідзевська         | Кавказ → Північно-Кавказька → Моздок-Ставропольська → Новоросійсько-Майкопська                                                                              | 44-та, 9-та, 37-ма, 58-ма 4-й гв.кк, 5-й гв.кк 4-та ПА                     | перетворена на Північно-Кавказький фронт          | Масленников І. І.                           |
| 4  | Чорноморська ГВ                       | з військ Північно-Кавказького фронту                                      | Закавказький фронт Північно-Кавказький фронт    | 3 вересня 1942 — 15 березня 1943   | Кавказ → Новоросійська → Туапсинська → Нальчицько-Орджонікідзевська              | Кавказ → Північно-Кавказька → Новоросійсько-Майкопська → Краснодарська                                                                                      | 18-та, 46-та, 47-ма, 56-та 5-та ПА                                         | розформована                                      | Черевиченко Я. Т. Петров І. Ю.              |
| 5  | Кемська ОГр                           | з військ Карельського фронту                                              | Карельський фронт                               | 12 вересня 1941 — 4 квітня 1942    | Оборона Заполяр'я Виборзсько-Кексгольмська операція                              | Не брала участі | окремі стрілецькі дивізії та бригади                                       | розформована                                      | Сквирський Л. С. Никишин М. М.              |
| 6  | Медвеж'єгорська ОГр                   | з військ Карельського фронту                                              | Карельський фронт                               | 14 жовтня 1941 — 9 березня 1942    | Заполяр'я                                                                        | Заполяр'я → Медвеж'єгорська операція | окремі стрілецькі дивізії                                                  | разом з Масельською ОГр утворили 32-гу армію      | Трофименко С. Г.                            |
| 7  | Масельська ОГр                        | з військ Карельського фронту                                              | Карельський фронт                               | 27 грудня 1941 — 9 березня 1942    | Заполяр'я                                                                        | Заполяр'я → Медвеж'єгорська операція | окремі стрілецькі дивізії                                                  | разом з Медвеж'єгорською ОГр утворили 32-гу армію | Вещезерський Г. О.                          |
| 8  | Курляндська ГрВ                       | з військ Ленінградського та 2-го Прибалтійського фронтів                  | Ленінградський фронт                            | 1 квітня — 9 травня 1945           | Не брала участі                                                                  | Курляндський мішок | 6-та гв. А, 10-та гв. А, 1-ша УдА, 4-та УдА, 42-га, 51-ша 15-та ПА         | розформована                                      | Говоров Л. О.                               |
| 9  | Копорська ОГр                         | з Кінгісеппської ділянки оборони                                          | Північний фронт Ленінградський фронт            | 25 серпня — 3 вересня 1941         | Ленінград → Ленінградська оборонна операція                                      | Не брала участі | окремі стрілецькі дивізії                                                  | розформована                                      | Семашко В. В.                               |
| 10 | Невська ОГр                           | з 2-ї гвардійської Ленінградської стрілецької дивізії народного ополчення | Ленінградський фронт                            | 22 вересня — 6 листопада 1941      | Ленінград → Ленінградська оборонна операція → Блокада Ленінграда                 | Не брала участі | окремі стрілецькі дивізії                                                  | розформована                                      | Пшенников П. С. Коньков В. Ф.               |
| 10 | Невська ОГр                           | з 19-го ск                                                                | Ленінградський фронт                            | 25 жовтня — 2 листопада 1941       | Ленінград → Блокада Ленінграда → Оранієнбаумський плацдарм                       | Не брала участі | окремі стрілецькі дивізії                                                  | переформований на Приморську ОГр                  | Стариков П. Н.                              |
| 10 | Невська ОГр                           | з Синявінської ОГр                                                        | Ленінградський фронт                            | 27 січня — 10 жовтня 1942          | Ленінград → Блокада Ленінграда → Синявінська операція (1942) → Невський п'ятачок | Не брала участі | окремі стрілецькі дивізії                                                  | переформована на 67-му армію                      | Стариков Ф. М. Бондарев А. Л. Нікітін І. Ф. |
| 11 | Приморська ОГр                        | з 8-ї армії                                                               | Ленінградський фронт                            | 24 жовтня 1941 — 10 листопада 1943 | Ленінград → Блокада Ленінграда → Оранієнбаумський плацдарм                       | Не брала участі | окремі стрілецькі дивізії                                                  | на 109-й ск                                       | Астанін А. М.                               |
| 12 | Слуцько-Колпинська ОГр                | з військ Лузької оперативної групи                                        | Північний фронт Ленінградський фронт            | 24 — 31 серпня 1941                | Ленінград → Ленінградська оборонна операція                                      | Не брала участі | окремі стрілецькі дивізії                                                  | переформована на 55-ту армію                      | Лазарев І. Г.                               |
| 13 | Південна ОГр                          | з військ Лузької ділянки оборони                                          | Ленінградський фронт                            | 25 серпня — 16 вересня 1941        | Ленінград → Ленінградська оборонна операція                                      | Не брала участі | окремі стрілецькі дивізії                                                  | розформована                                      | Астанін А. М.                               |
| 14 | Лузька ОГр                            | з військ Північного фронту                                                | Північний фронт Ленінградський фронт            | 6 липня — 25 серпня 1941           | Ленінград → Ленінградська оборонна операція                                      | Не брала участі | окремі стрілецькі дивізії                                                  | розформована                                      | Пядишев К. П. Астанін А. М.                 |
| 15 | Особлива група військ генерала Хозіна | з 2-ї резервної армії                                                     | Північно-Західний фронт                         | 30 січня — березень 1943           | Не брала участі                                                                  | Ленінград → Операція «Полярна Зірка» → Дем'янська операція (1943)                                                                                           | 27-ма, 68-ма армія 1-ша ТА                                                 | розформована                                      | Хозін М. С.                                 |
| 16 | Земландська ГрВ                       | з 1-го Прибалтійського фронту                                             | 3-й Білоруський фронт                           | 24 лютого — 2 квітня 1945          | Не брала участі                                                                  | Східно-Прусська → Інстербурзько-Кенігсберзька → Млавсько-Ельбінзька → Растенбурзько-Хейльсберзька операція → Земландська операція → Гайлігенбайлський мішок | 2-га гв. А, 11-та гв. А, 39-та, 43-тя, 50-та 3-тя ПА                       | розформована                                      | Баграмян І. Х.                              |

## Оперативні (армійські) групи під часрадянсько-японської війни
| № | Назва          | Сформована                          | У складі                | Час існування              | Бойовий шлях битви, операції, бої | Бойовий шлях битви, операції, бої | Склад                     | Подальша доля | Командувачі                  |
| № | Назва          | Сформована                          | У складі                | Час існування              | Оборонні                          | Наступальні                       | Склад                     | Подальша доля | Командувачі                  |
| - | -------------- | ----------------------------------- | ----------------------- | -------------------------- | --------------------------------- | --------------------------------- | ------------------------- | ------------- | ---------------------------- |
| 1 | Чугуївська ОГр | з військ 1-го Далекосхідного фронту | 1-й Далекосхідний фронт | 5 серпня — 30 вересня 1945 | Не брала участі                   | Маньчжурська → Харбіно-Гіринська  | окремі стрілецькі дивізії | розформована  | Парусинов П. О. Зайцев В. О. |